# Üzeyir Hacıbəyov
Üzeyir Hacıbəyov   (Ağcabədi, 18 de setembre de 1885 - Bakú, 23 de novembre de 1948) fou un compositor, director d'orquestra, musicòleg, publicista, dramaturg i traductor de l'Azerbaidjan i de la Unió Soviètica.
Professor en el Conservatori de Música de l'Azerbaidjan, va tenir molta fama i alumnes entre ells a Gara Garayev. És considerat el pare de l'òpera i de la música clàssica azerbaidjanesa. Hacıbəyov va compondre la música de l'himne de la República Democràtica de l'Azerbaidjan (que és el mateix de l'actual República de l'Azerbaidjan) el mateix que l'himne de l'RSS de l'Azerbaidjan.

## Òperes
- Arşın mal alan (opereta)

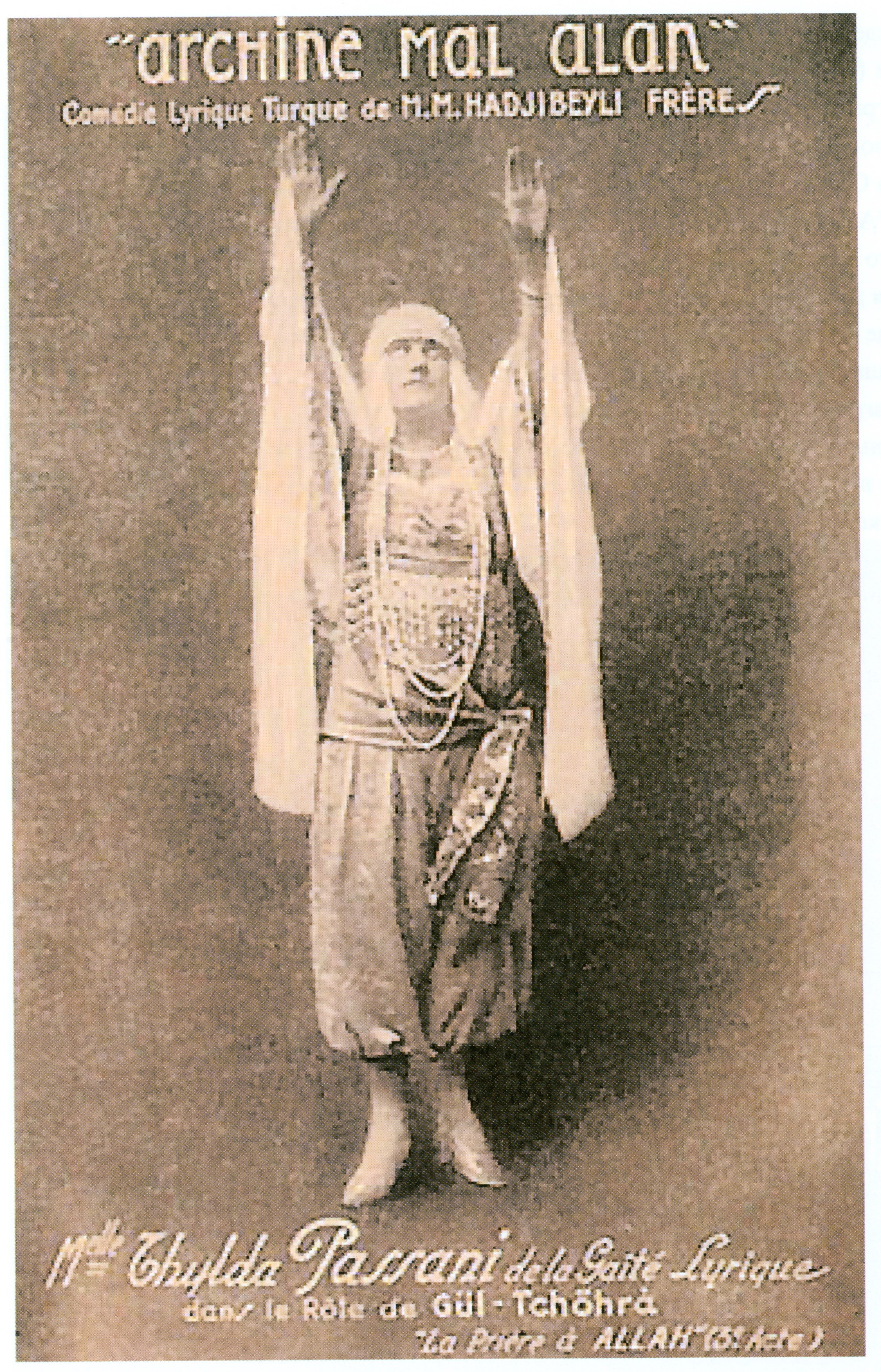
Poster de l'opereta Arşın mal alan ("Archine mal alan"), al Teatre Femina de París, 1925

- Leyli vä Mäcnum / Leyli vә Mәcnun ("Leyli i Medzhnun"), òpera en 5 (revisats 4) actes (25 [12] de gener de 1908 a Bakú)
- Şeyx Sän'an ("Jeque Sänan"), òpera en 4 actes (30 de novembre [13 de desembre] de 1909 a Bakú)
- Rüstäm vä Zöhrab ("Rüstäm i Zöhrab"), òpera en 4 actes (25 [12] de novembre de 1910 a Bakú)
- Şah Abbas vä Xurşud Banu ("Xa Abbas i Hurxid Banu"), òpera en 4 actes (23 [10] de març de 1912 a Bakú)
- Äsli vä Käräm ("Asli i Kerem"), òpera en 4 actes (31 [18] de maig de 1912 a Bakú)
- Köroğlu, òpera en 5 actes (30 d'abril de 1937 a Bakú)
- Firuzä ("Firuze"), òpera en 5 actes (1945, sense estrenar)[1]